# Dryophilus pusillus
Dryophilus pusillus là một loài bọ cánh cứng thuộc chi Dryophilus trong họ Ptinidae.

## Hình ảnh

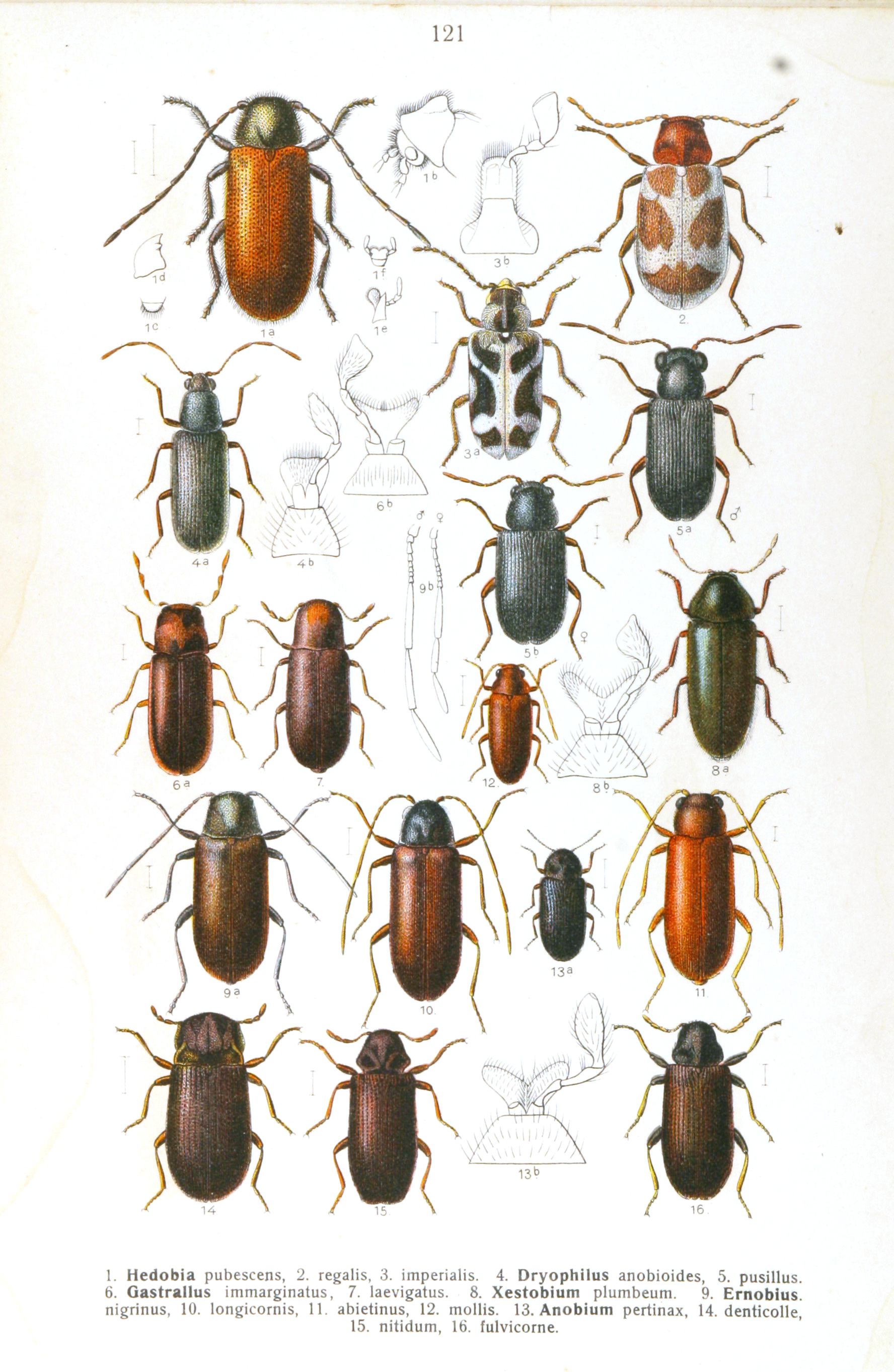